# Ciampa crambaria
Ciampa crambaria là một loài bướm đêm trong họ Geometridae.